# Саркисян, Артур Георгиевич
Артур Георгиевич Саркисян (арм. Արթուր Գրիշայի Սարգսյան, род. 19 ноября 1969, Тбилиси) — независимый винный эксперт, сомелье.

## Биография
Родился в городе Тбилиси Грузинской ССР. Все детство провел на виноградниках Кахетии, где принимал участие в сборе урожая и изготовлении вина.
В 1990 году приехал в Москву, где занимался коммерческой деятельностью, и доводил до совершенства знания о вине. Учился в винной школе «Ностальжи». Стажировался в Испании, Италии, Франции.
В ресторанной сфере с 1998 года. Именно тогда была реализована смелая идея открытия в самом центре Москвы ресторана «Ле Сомелье — Пино Нуар» (закрыт с декабря 2014 года), объединяющим в себе концепции ресторана, дегустационного бара, и винного клуба.
Финалист Российского конкурса сомелье 2001 и 2002 годов. Победитель VI Российского конкурса Сомелье — 2005.
С 2003 по 2012 год — Главный сомелье ресторанов гостиницы «Золотое кольцо».
С 2012 по 2014 год — Шеф-сомелье ресторанов Холдинга GINZA Project.
Соучредитель школы и винного центра WinePeople.
Соучредитель и глава Союза сомелье и экспертов России.
Член российских и международных дегустационных конкурсов.
Соучредитель винотеки Le Sommelier.
Автор ежегодного проекта «Авторский гид „Российские вина“»:
- Первый выпуск книги (ГИД-2013) состоялся 12 декабря 2012 в Московском ресторане «Дом Карло»[3][8].
- Второй выпуск книги (ГИД-2014) состоялся 05 февраля 2014 в Московском ресторане «The Сад»[3].
- Третий выпуск (ГИД-2015) — презентован 31 марта 2015 в ЛОТТЕ Отель Москва[3][5][9].
- Одиннадцатый выпуск «Гид по российским винам 2025» (вышел в декабре 2024)[10]